# Почётные граждане Алушты
Почётный гражданин города Алушта — почётное звание, присваиваемое жителям городского округа Алушта, а также иным гражданам Российской Федерации и иностранным гражданам за особые заслуги перед городским сообществом, за выдающиеся достижения и высокое профессиональное мастерство в области развития науки, здравоохранения, образования, культуры, искусства, спорта, политической, экономической, благотворительной и иных сферах деятельности. Присваивается только прижизненно. Количество присвоений звания в год не ограничивается. Лауреаты звания получают в основном знаки престижного характера, материальные льготы весьма незначительны. Большое внимание уделено увековечиванию памяти почётных граждан — открывается мемориальная доска и город устанавливает памятник на могиле почётного гражданина.
Несмотря на 1500-летнюю подтверждённую письменными упоминаниями и археологией историю Алушты, официально городом она стала довольно поздно. В конце XIX века Алушта стала приобретать популярность как курорт и в 1902 году получила статус безуездного города. До 1917 года в Российской империи существовало звание личного и потомственного почётного гражданина дающее принадлежность к соответствующему сословию, которого были удостоены некоторые жители Алушты и Алуштинской волости Ялтинского уезда Таврической губернии. После Октябрьской революции звание и сословие были упразднены и в настоящее время законодательно не регулируются. Практика присвоения звания была возобновлена в Алуште в 1966 году. В настоящем списке в хронологическом порядке представлены все лица, удостоенные звания «Почётный гражданин города Алушты». Список содержит информацию о годах жизни, сфере деятельности лиц, а также обоснование присвоения звания, номер и дата принятия решения городского совета.

## Общие сведения о звании
В 1966 году, при нахождении города в составе СССР, Исполнительный комитет Алуштинского городского Совета депутатов трудящихся принял решение «Об учреждении почётного звания „Почётный гражданин города Алушта“» и Положение о присвоении звания «Почетный гражданин города Алушты».
Оно продолжало действовать при нахождении города в составе Украины, решениями Алуштинского городского совета от 26 сентября 2007 года № 19/8 «Об утверждении Положения о присвоении звания „Почетный гражданин города Алушты“» и от 06 марта 2013 года № 9/1024 «О внесении дополнения в Положение о присвоении звания „Почетный гражданин города Алушты“» в него вносились некоторые изменения.
Действующая редакция Положения о присвоении звания «Почётный гражданин города Алушты» после аннексии Крыма Российской Федерацией принята 25 марта 2015 года решением № 9/62 сессии Алуштинского городского совета.
Звание присваивается по следующим критериям:
- долговременная и устойчивая связь гражданина с городом Алуштой;
- широкая информированность жителей города Алушты о конкретных заслугах гражданина;
- наличие государственных и муниципальных наград и (или) почётного звания;
- высокая оценка заслуг гражданина перед городом Алуштой в соответствующей сфере деятельности;
- высокие моральные качества и авторитет гражданина;
- активная жизненная позиция, способствующая развитию гражданского общества городского округа Алушта.

Звание может присваиваться исключительно прижизненно гражданам Российской Федерации и иностранным гражданам. Основанием для рассмотрения вопроса о присвоении звания конкретному лицу является предложение общественных организаций, трудовых коллективов, профессиональных союзов и органов местного самоуправления муниципального образования городского округа Алушта. Поступившие заявления и пакет документов о присвоении звания рассматривает специально созданная общественная комиссия, персональный состав которой утверждает глава муниципального образования, а срок полномочий соответствует срокам избрания текущего состава городского совета. Затем кандидатуры утверждаются на сессии Алуштинского городского совета.
Лицу, удостоенному звания, вручается диплом, удостоверение, знак и нагрудная лента в торжественной обстановке председателем городского совета Алушты. Данные лица заносятся в книгу «Почётные граждане города Алушты».

## Список почётных граждан
| Дата присвоения | Портрет | Имя                              | Годы жизни            | Род деятельности | Обоснование для присвоения |
| --------------- | ------- | -------------------------------- | --------------------- | --- | --- |
| 30 октября 1967 |         | Ушакова Елена Никитична          | 21.05.1911-24.10.1989 | Главный врач санатория «30 лет Октября». | «За большие заслуги в развитие города-курорта» |
| 30 октября 1967 |         | Хромых Владимир Иванович         | 20.06.1903-13.04.1970 | Заместитель председателя горисполкома на общественных началах                                                                                                | «За большие заслуги в развитие города-курорта» |
| 1970            |         | Дружинин Христофор Дмитриевич    | 28.08.1900-22.02.1972 | Старший экономист совхоза-завода «Таврида» | «За добросовестное отношение к труду и безупречное выполнение обязанностей депутата районного и городского Советов депутатов трудящихся» |
| 1980            |         | Зубова Полина Павловна           | 21.08.1910-22.06.2006 | Медицинская сестра городской больницы | «За особые заслуги в деле развития народного хозяйства города и активное участие в общественно-политической жизни» |
| 8 октября 1981  |         | Рамишвили Александр Филиппович   | 09.10.1921-02.02.1996 | Начальник Алуштинского военного санатория | «За большой вклад в развитие города-курорта и самоотверженную службу Родине» |
| 1990            |         | Семенюшенков Николай Николаевич  | 25.11.1911-05.10.2000 | Ветеран вооружённых сил СССР, гвардии подполковник в отставке, председатель комитета офицеров в запасе и отставке при городском военкомате                   | «За большой личный вклад в дело военно-патриотического воспитания молодежи, активную общественно-политическую деятельность» |
| 1999            |         | Варичев Михаил Яковлевич         | 25.02.1928            | Пенсионер, председатель Алуштинского горисполкома с 1964 по 1987 гг.                                                                                         | «За особые заслуги и весомый личный вклад в дело комплексного развития г. Алушты, активное участие в общественной жизни региона, и в связи с 55-летием Победы над немецко-фашистскими захватчиками»                                                                                         |
| 1999            |         | Лушпа Владимир Алексеевич        | 05.01.1929-01.04.2000 | Пенсионер, директор Крымского природного заповедника с 1965 по 1991 гг.                                                                                      | |
| 2001            |         | Хайленко Иван Фёдорович          | 02.02.1926-12.03.2015 | Бригадир строительного управления № 37 треста «Ялтаспецстрой»                                                                                                | «За особые заслуги в развитии народного хозяйства города, достигнутые в социалистическом соревновании и активное участие в общественно-политической жизни» |
| 15 мая 2002     |         | Великанова Нина Павловна         | 06.09.1917-30.01.2012 | Пенсионер, председатель Алуштинского горисполкома с 1948—1949 и с 1950—1953 гг.                                                                              | «За большой вклад в социально-экономическое развитие г. Алушты и строительство объекта (Ротонды), символизирующего город-курорт» |
| 15 мая 2002     |         | Макагонов Юрий Фёдорович         | 03.09.1943            | Главный винодел совхоза-завода «Алушта» | «За повышение качества вин, производство новых марок высококачественных вин, рекламе правильного употребления вин, увеличение производства вин Алуштинской зоны» |
| 15 мая 2002     |         | Бобылёв Юрий Фёдорович           | 14.01.1936-06.07.2019 | Участковый врач — педиатр городской поликлиники | «За большой вклад в развитие здравоохранения города» |
| 17 апреля 2003  |         | Хромых Владимир Владимирович     | 05.12.1927-21.05.2004 | Генерал-майор в отставке, председатель городского совета ветеранов войны, труда и воинской службы                                                            | «За активное участие в общественно — политической жизни и долговременное участие в миротворческой деятельности в интересах города» |
| 2003            |         | Хайреддинов Муедин Зиядин        | 30.11.1910-17.09.2004 | Пенсионер, активист общества содействия обороне, авиационному и химическому строительству (ОСОАВМАХИМ) в городе Алуште, участник Великой Отечественной войны | «За активное участие в общественно-политической и культурной жизни в интересах города и весомый личный вклад в развитие Алуштинского „Общества содействия обороне“ в довоенный период» |
| 5 февраля 2003  |         | Бородаенко Василий Павлович      | 23.04.1929-26.05.2012 | Ветеран труда, с 1968 по 1981 гг. работал начальником СУ-37                                                                                                  | «За высокий профессионализм, личный вклад в восстановление и строительство города Алушты и в связи с 50-летием со дня образования СУ-37» |
| 2005            |         | Нестерова Евдокия Яковлевна      | 15.03.1924-02.09.2015 | Ветеран народного образования, участница освобождения г. Алушты                                                                                              | «За многолетний педагогический труд, большой вклад в дело обучения и воспитания подрастающего поколения, активное и долговременное участие в общественной жизни в интересах города» |
| 2005            |         | Кальченко Алексей Константинович | 16.12.1925-08.01.2012 | Участник Великой Отечественной войны, с 1967 по 1988 гг. главный агроном, директор эфиромасличного совхоза-завода                                            | «За весомый личный вклад в становление и развитие Алуштинского эфиромасличного совхоз-завода, развитие инфраструктуры сельских населенных пунктов» |
| 2005            |         | Соболевский Даниил Федорович     | 19.04.1915-12.05.2009 | Участник Великой Отечественной войны, с 1953 по 1975 гг. директор совхоза-завода «Алушта»                                                                    | «За значительный вклад в развитие виноградарства, социально-экономическое развитие города Алушта, активную долговременную общественную деятельность» |
| 2005            |         | Собчинский Иван Викентьевич      | 14.05.1927-27.03.2008 | Пенсионер, с 1964 по 1987 гг. второй, затем первый секретарь Алуштинского горкома партии.                                                                    | «За значительный личный вклад в социально-экономическое развитие Алушты, строительство объектов городского назначения, установление, реставрацию памятников истории, культуры и архитектуры и активную долговременную общественную деятельность в интересах города»                         |
| 2009            |         | Шешуков Николай Иванович         | 09.05.1942            | Ветеран органов местного самоуправления и государственной службы, председатель городской организации союза ветеранов комсомола                               | «За весомый личный вклад в формирование и укрепление позиций местного самоуправления, социально-экономическое развитие города, многолетнюю общественную деятельность по духовному и военно-патриотическому воспитанию молодежи Алушты»                                                      |
| 2009            |         | Сальников Александр Георгиевич   | 20.04.1950            | Заведующий невропатологическим отделением ЦГБ | «За личный вклад в развитие здравоохранения в г. Алушта, многолетний добросовестный труд, высокий профессионализм» |
| 2009            |         | Ткаченко Георгий Кондратьевич    | 14.04.1919-18.02.2012 | Участник Великой Отечественной войны, ветеран образования | «За героизм и мужество, проявленные в годы Великой Отечественной войны, большой личный вклад в увековечивание памяти павших алуштинцев, краеведческую и военно-патриотическую работу с молодежью»                                                                                           |
| 2011            |         | Костенко Виктор Макарович        | 08.06.1934-10.05.2020 | Ветеран труда, главный специалист Объединённого института ядерных исследований                                                                               | «За весомый личный вклад в развитие инфраструктуры города Алушты, многолетнюю общественную деятельность по становлению и укреплению побратимских связей между городами Алуштой и Дубна» |
| 2012            |         | Рябоконь Наталья Павловна        | 10.02.1947            | Пенсионер, председатель городского совета ветеранов войны, труда и воинской службы                                                                           | «За многолетнюю общественную деятельность по развитию ветеранского движения в городе Алуште» |
| 2012            |         | Лебедев Александр Евгеньевич     | 16.12.1959            | Председатель совета директоров ЗАО «Национальная резервная компания», г. Москва                                                                              | «За активное и долговременное участие в благотворительной и меценатской деятельности в интересах города и его жителей» |
| 31 мая 2015     |         | Мосин Алексей Васильевич         | 01.05.1926            | Пенсионер, участник Великой Отечественной войны, 1980—2003 гг. директор пансионата «Голубая Волна»                                                           | «За значительный личный вклад в социально — культурное развитие города, значительный вклад за развитие инфраструктуры Алушты, активное и долговременное участие благотворительной деятельности в интересах города Алушты и активную общественную деятельность в воспитании молодежи»        |
| 31 мая 2015     |         | Собчинская Аза Владимировна      | 02.01.1937            | Пенсионер, 1971—2003 гг. директор средней школы № 2, заслуженный работник образования Украины                                                                | «За значительный личный вклад в дело обучения и воспитания поколений алуштинцев, развитие системы образования в городе Алуште, за высокие достижения в профессиональной деятельности» |
| 31 мая 2015     |         | Задорожный Сергей Владимирович   | 25.04.1960            | Директор филиала «Малореченское» ФГУП ПАО «Массандра» | «За значительный личный вклад в развитии экономики региона, за активное участие в популяризации Алуштинского курорта, за выдающиеся достижения и высокое профессиональное мастерство в области развития виноделия и благотворительности»                                                    |
| 13 мая 2016     |         | Насонова Эльвира Тимофеевна      | 19.07.1941            | Пенсионерка | «За значительный личный вклад в социально-культурное развитие города Алушты, организацию и развитие спасательной службы в городе, значительный вклад в развитие спорта, в дело воспитания подрастающего поколения в духе патриотизма, любви к своему краю, спорту и здоровому образу жизни» |